# John Davy (químic)
John Davy fou un químic anglès. Va néixer a Penzance, Cornualla, el 24 de maig de 1790, fill de Robert Davy i de la seva dona, Grace Millet.
Va assistir el seu germà gran Humphry a la Royal Institution de Gran Bretanya durant dos anys, abans de dirigir-se a la Universitat d'Edimburg, on va obtenir la seva llicenciatura en medicina l'any 1814. Davy és potser el més conegut pel seu descobriment del fosgen l'any 1812, un compost que també va nomenar, i que va concloure que el clor era un element alhora. També va descobrir el tetrafluorur de silici.
Després de qualificar-se com a metge el 1815, Davy es va incorporar al departament mèdic de l'exèrcit britànic com a assistent de l'Hospital de l'Exèrcit. Des de 1816 fins a 1820 va treballar com a cirurgià a l'Hospital General de Brussel·les. Després de ser enviat a diverses colònies angleses, incloses l'Índia i Ceilan, el 1862 va ser elevat al rang d'Inspector General dels Hospitals de l'Exèrcit de les Índies Occidentals amb seu a Barbados.
El 1834 va ser elegit membre de la Royal Society. De 1836 a 1840 va produir nou volums sobre les obres recollides del seu germà. El 1842 va ser elegit membre de la Royal Society of Edinburgh, sent el seu proponent Thomas Charles Hope.
El 1863 va descobrir que les closques d'ou tenen uns 8.000 porus prou grans perquè flueixi l'oxigen i que en bombar aire a pressió a un ou submergit surt diòxid de carboni i apareixen milers de petites bombolles a la superfície de la closca.
Davy va tornar a Anglaterra i es va traslladar al districte del llacs, on va morir a Lasketh-How a prop d'Ambleside el 24 de gener de 1868.